# Tones on Tail
Tones on Tail foi uma banda inglesa dos anos 80, formada por alguns ex-integrantes da banda Bauhaus. Surgiu inicialmente como projeto paralelo de Daniel Ash (na época ainda integrante do Bauhaus), e de Glenn Campling, membro de apoio da banda. Com o fim do Bauhaus, em 1983, Kevin Haskins (baterista do Bauhaus), junta-se a Ash e Campling, para darem início aos Tones on Tail.
Seus membros debandaram em pouco tempo após a criação do Tones on Tail (também conhecido como ToT), e deram origem à banda Love and Rockets (autora do hit oitentista "So Alive"). Tones on Tail é a banda criadora do hit dançante "Go", que figura em diversas compilações musicais sobre os anos 80.

## Discografia

### Álbuns
- Pop, (1984)

### EPs e singles
- Tones on Tail, (1982)
- There's Only One, (1982)
- Burning Skies, (1983)
- Performance, (1984)
- Lions, (1984)
- Christian Says, (1984)
- Go!, (1984)

### Compilações
- The Album Pop, (1984)
- Tones on Tail, (1985)
- Night Music, (1987)
- Tones on Tail, (1990)
- Everything!, (1998)
- Something!, (1998)